# Hugues Cosnier
Pour les articles homonymes, voir Cosnier (homonymie).
Hugues Cosnier (prononcé en français : [konje]) est un ingénieur hydraulicien, né en 1573, mort en 1629. Il est le créateur du canal de Briare, et inventeur de l'échelle d'écluse.

## Biographie
Hugues Cosnier est baptisé le 1er avril 1573, paroisse Saint-Pierre-du-Boile, à Tours.  
Ingénieur, son grand œuvre est le canal de Briare ou « canal de Loyre en Seyne », commencé en 1605, et qu'il ne verra pas achevé, car il mourut treize ans avant l'ouverture officielle de « son » canal. Néanmoins, il jeta les bases de la conception des canaux modernes, en préconisant le canal latéral à la voie navigable, plutôt que l'aménagement de celle-ci, et nombreux seront ceux qui viendront s'inspirer de son ouvrage, à commencer par Riquet pour son célèbre canal du Midi.
Il est l'inventeur de l'échelle d'écluses avec celle de Rogny-les-Sept-Écluses dont Riquet s'est inspiré pour celle de Fonserannes, près de Béziers, sur le canal du Midi.
Il mourut en décembre 1629 à Paris, paroisse Saint-Nicolas des Champs.